# 物部真一郎
物部 真一郎（ものべ しんいちろう）は、日本の精神科医、起業家。株式会社エクスメディオの創業者。高知県で学び奈良県・三重県で臨床を行った経験から、僻地の医療格差是正を自らの使命としている。

## 略歴
1983年（昭和58年）京都府生まれ。
京都市立上里小学校、同志社中学校・高等学校を卒業後、高知医科大学に入学。在学中に出版社を創業し、高知県下の医療法人の広報誌などを制作すると共に、発行部数3万部の地域情報誌「Velocity」発行人を務める。2010年同大学修了。
精神科医として吉田病院（奈良県奈良市）、東員病院（三重県東員町）に勤務後、米国カリフォルニア州シリコンバレーに位置するスタンフォード大学経営大学院に2013年9月入学。同大学メディカルスクール中内研究室にてiPS細胞の研究に従事しGraduate Research Course単位取得。在学中にシリコンバレーで知り合ったエンジニア・今泉英明と、スタンフォード同級生・Li Jinと共に遠隔診断治療支援サービス「ヒフミル君」を立ち上げ、2014年12月12日株式会社エクスメディオを設立、代表取締役就任。2015年6月に経営学修士（MBA）取得後、帰国。臨床を続けながら株式会社エクスメディオの経営にあたっている。

## 人物
実家は兼業農家である。

## 受賞歴
- 2014年11月20日 - 第2回こうちビジネスチャレンジで物部真一郎（現・株式会社エクスメディオ）が優秀賞を受賞。
- 2015年3月14日 - 情報通信研究機構 起業家万博で、株式会社エクスメディオが総務大臣賞（最優秀賞）を受賞。
- 2015年10月1日 - 総務省ICTイノベーション創出プログラム（I-Challenge!）に株式会社エクスメディオが採択され、先進的情報通信技術実用化支援の補助金の交付が決定される。